# Tora Berger
Tora Berger (Hønefoss, 18 de marzo de 1981) es una deportista noruega que compitió en biatlón. Su hermano Lars compitió en el mismo deporte.
Participó en tres Juegos Olímpicos de Invierno, entre los años 2006 y 2014, obteniendo en total cuatro medallas: un oro en Vancouver 2010 y un oro y dos platas en Sochi 2014. Ganó dieciocho medallas en el Campeonato Mundial de Biatlón entre los años 2006 y 2013.

## Palmarés internacional
| Juegos Olímpicos   | Juegos Olímpicos             | Juegos Olímpicos  | Juegos Olímpicos |
| Año                | Lugar                        | Medalla           | Prueba           |
| ------------------ | ---------------------------- | ----------------- | ---------------- |
| 2010               | Vancouver (Canadá)           | Medalla de oro    | Individual       |
| 2014               | Sochi (Rusia)                | Medalla de oro    | Relevo mixto     |
| 2014               | Sochi (Rusia)                | Medalla de plata  | Persecución      |
| 2014               | Sochi (Rusia)                | Medalla de plata  | Relevo           |
| Campeonato Mundial |                              |                   |                  |
| Año                | Lugar                        | Medalla           | Prueba           |
| 2006               | Pokljuka (Eslovenia)         | Medalla de plata  | Relevo mixto     |
| 2007               | Antholz (Italia)             | Medalla de bronce | Relevo           |
| 2007               | Antholz (Italia)             | Medalla de bronce | Relevo mixto     |
| 2008               | Östersund (Suecia)           | Medalla de plata  | Salida en grupo  |
| 2009               | Pyeongchang (Corea del Sur)  | Medalla de bronce | Individual       |
| 2010               | Janty-Mansisk (Rusia)        | Medalla de plata  | Relevo mixto     |
| 2011               | Janty-Mansisk (Rusia)        | Medalla de oro    | Relevo mixto     |
| 2011               | Janty-Mansisk (Rusia)        | Medalla de bronce | Salida en grupo  |
| 2012               | Ruhpolding (Alemania)        | Medalla de oro    | Individual       |
| 2012               | Ruhpolding (Alemania)        | Medalla de oro    | Salida en grupo  |
| 2012               | Ruhpolding (Alemania)        | Medalla de oro    | Relevo mixto     |
| 2012               | Ruhpolding (Alemania)        | Medalla de bronce | Relevo           |
| 2013               | Nové Město (República Checa) | Medalla de oro    | Individual       |
| 2013               | Nové Město (República Checa) | Medalla de oro    | Persecución      |
| 2013               | Nové Město (República Checa) | Medalla de oro    | Relevo           |
| 2013               | Nové Město (República Checa) | Medalla de oro    | Relevo mixto     |
| 2013               | Nové Město (República Checa) | Medalla de plata  | Velocidad        |
| 2013               | Nové Město (República Checa) | Medalla de plata  | Salida en grupo  |